# Ursula Keller (Dramaturgin)
Ursula Keller (* 1940 in Lodz) ist eine deutsche Literaturwissenschaftlerin, Dramaturgin und Autorin. 

## Leben und Wirken
Keller studierte Germanistik, Romanistik und Philosophie in Göttingen, Tübingen, Heidelberg, Aix-en-Provence und Frankfurt. 1980 wurde sie an der Universität Tübingen bei Walter Jens promoviert. Von 1980 bis 1991 arbeitete sie als freie Fernsehjournalistin, erstellte literarische Porträts und Filmessays sowie Essays für Hörfunk und Printmedien.
Seit sie 1985 an der Schauspielhausproduktion "Die Hochzeit des Papstes" mitwirkte, arbeitete Ursula Keller als Dramaturgin an verschiedenen deutschen Theatern. Am Frankfurter Theater am Turm führte sie Co-Regie. 1989 bereitete sie die Konzeption des Theaterprojekts "Der gut gefettete Muskel" für das Sommertheater auf Kampnagel vor. "Aus diesen wechselnden und sich überschneidenden Aktivitäten lässt sich leicht ablesen, dass sie alle um die Vermittlung von Literatur kreisen.
Von Oktober 1986 bis März 1987 veranstaltete Ursula Keller mit Reinhard Wittmann im Museum für Kunst und Gewerbe die zehnteilige Serie Literatur im Gespräch, eine Kombination von Lesung, kleinen Inszenierungen und Podiumsdebatten, deren Sinn es war, eine Standortbestimmung der Literatur im gegenwärtigen Kulturbetrieb zu finden.
Von 1992 bis 2005 hatte sie die Programmleitung des Literaturhaus Hamburg inne

## Publikationen
- Ursula Keller: Böser Dinge hübsche Formel. Das Wien Arthur Schnitzlers. Guttandin & Hoppe, West-Berlin/Marburg 1984.
- Ursula Keller (Hrsg.): Perspektiven metropolitaner Kultur. Edition Suhrkamp Nr. 2075, Suhrkamp Verlag, Frankfurt am Main, 2000. ISBN 3518120751
- Ursula Keller (Hrsg.): Europa schreibt: was ist das Europäische an den Literaturen Europas? Essays aus 33 europäischen Ländern. Edition Körber-Stiftung, Hamburg 2003. ISBN 9783896843289